# Orochirus musica
Orochirus musica är en insektsart som beskrevs av Henri Saussure 1897. Orochirus musica ingår i släktet Orochirus och familjen syrsor. Inga underarter finns listade i Catalogue of Life.